# Columbus Open 1971
Il Columbus Open 1971 è stato un torneo di tennis giocato su cemento. È stata la 1ª edizione del Columbus Open, che fa parte del Pepsi-Cola Grand Prix 1971. Si è giocato a Columbus negli USA, dal 26 luglio al 1º agosto 1971.

## Campioni

### Singolare
Tom Gorman ha battuto in finale  Jimmy Connors con il punteggio di 6–7, 7–6, 4–6, 7–6, 6–3

### Doppio
Jim McManus /  Jim Osborne hanno battuto in finale  Jimmy Connors /  Roscoe Tanner con il punteggio di 6–7, 6–4, 6–2